# 公共漏洞和暴露

Logo

公共漏洞和暴露（英語：CVE, Common Vulnerabilities and Exposures）又稱通用漏洞披露、常見漏洞與披露，是一個與資訊安全有關的資料庫，收集各種資安弱點及漏洞並給予編號以便於公眾查閱。此資料庫現由美國非營利組織MITRE所屬的National Cybersecurity FFRDC所營運維護 。
安全内容自动化协议（SCAP）中有使用CVE，Mitre的弱點系統以及美国国家漏洞数据库（NVD）都有使用CVE ID。

## 格式
CVE对每一個漏洞都賦予一個專屬的編號，格式如下：
- CVE-YYYY-NNNN

CVE為固定的前綴字，YYYY為西元紀年，NNNN為流水編號。NNNN原則上為四位數字，不足四位时前面补0。从2014年开始，必要時可編到五位數或更多位數。由于CVE有很多个编号机构，每个编号机构使用的号段并不相同，因此NNNN可能并不连续。
以2014年發現的心臟出血漏洞為例，其編號為CVE-2014-0160。

## 外部連結
- 官方网站
- National Vulnerability Database (NVD) （页面存档备份，存于）
- Common Configuration Enumeration (CCE) （页面存档备份，存于） at NVD
- vFeed （页面存档备份，存于） the Correlated and Aggregated Vulnerability Database - SQLite Database and Python API
- Cyberwatch Vulnerabilities Database （页面存档备份，存于）, third party
- What Enterprises need to know about IT Security Audit Services? （页面存档备份，存于）